# Andre Gurode
Andre Gurode (Houston, 6 marzo 1979) è un giocatore di football americano statunitense che gioca nel ruolo di centro per gli Oakland Raiders della National Football League (NFL). Fu scelto nel corso del secondo giro (37º assoluto) del Draft NFL 2002 dai Dallas Cowboys. Al college giocò a football alla Colorado University.

## Carriera universitaria
Nei 4 anni con i Colorado Buffaloes vinse i seguenti premi:
- First-Team All-Big 12: 2

2000, 2001
- Consensus All-American: 1

2001

## Carriera professionistica

### Dallas Cowboys
Gurode fu scelto al secondo giro del Draft 2002 dai Dallas Cowboys. Firmò un contratto di 7 anni (di cui 2 opzionali) per un valore di 5 milioni di dollari, di cui 1,757 milioni di bonus alla firma. Debutto nella NFL l'8 settembre 2002 contro gli Houston Texans. Nella sua stagione da rookie si conquistò subito il posto da titolare come centro. Nella stagione 2003 venne spostato di ruolo passando come guardia, giocando 16 partite di cui 15 da titolare.
Nella stagione 2005 disputò solamente due partite da titolare come guardia, mentre nella stagione successiva ritornò al suo ruolo originario. Il 1º ottobre 2006 nel terzo quarto della partita contro i Tennessee Titans subì un brutto colpo alla testa dal defensive tackle Albert Haynesworth causandogli una lacerazione che richiese 30 punti di sutura.
Il 20 febbraio 2007 firmò un nuovo contratto di 6 anni per un valore di 30 milioni di dollari, di cui 10 milioni di bonus alla firma. Il 29 agosto 2011 venne svincolato per non aver accettato una ristrutturazione del suo contratto. Con i Cowboys giocò in totale 138 partite di cui 122 da titolare.

### Baltimore Ravens
Il 4 settembre 2011 firmò un contratto annuale del valore di 3 milioni di dollari con i Baltimore Ravens. Con essi giocò 13 partite di cui 5 da titolare.

### Chicago Bears
Il 28 novembre 2012, Gurode firmò un contratto annuale del valore di 928.000 dollari con i Chicago Bears, senza tuttavia disputare alcuna partita. Venne svincolato l'11 dicembre.

### Oakland Raiders
Il 26 luglio 2013, Gurode firmò un contratto annuale del valore di 990.000 dollari con gli Oakland Raiders. Nella settimana 5 contro i San Diego Chargers recuperò un importante fumble del compagno di squadra Terrelle Pryor sulle proprie 11 yard. Nella settimana successiva contro gli imbattuti Kansas City Chiefs fu costretto ad uscire per un infortunio al ginocchio.

## Palmarès
- Convocazioni al Pro Bowl: 5

2006, 2007, 2008, 2009, 2010
- First-team All-Pro: 1

2007
- Second-team All-Pro: 1

2009

## Statistiche
| Partite totali      | 156 |
| Partite da titolare | 130 |
| Fumble recuperati   | 2   |

Statistiche aggiornate all' 8 ottobre 2013